# サロマ湖

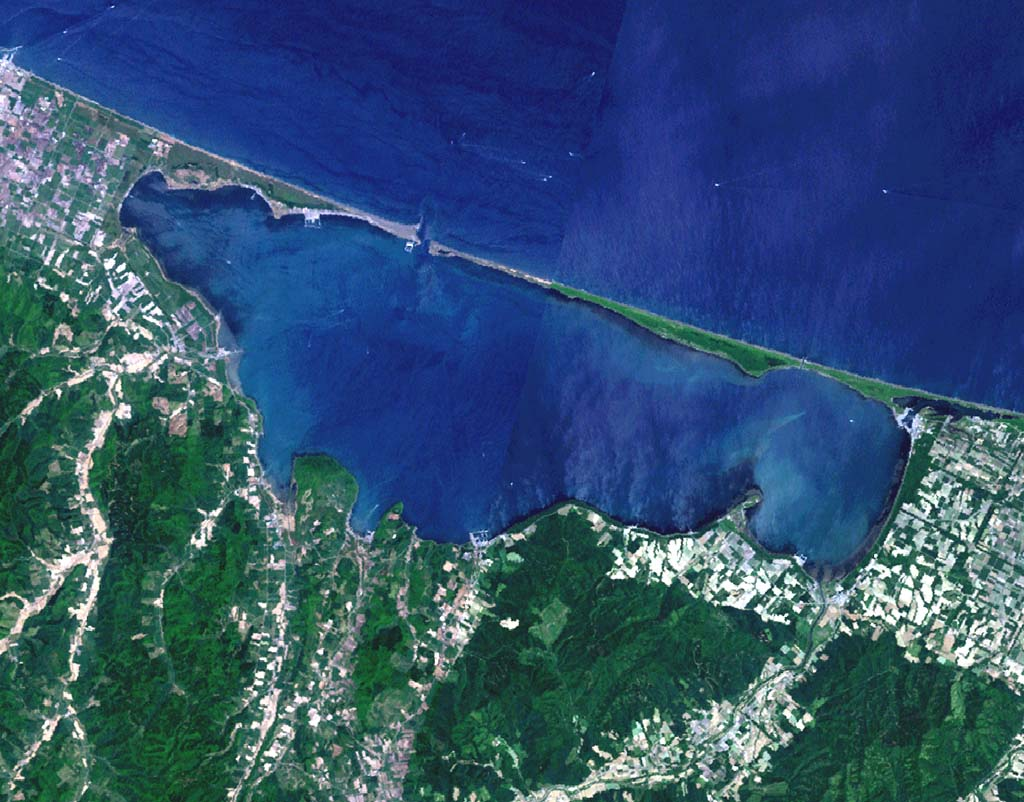
衛星写真

サロマ湖（サロマこ）は、北海道、オホーツク海岸の北見市、常呂郡佐呂間町、紋別郡湧別町にまたがる日本最大の汽水湖。

## 概要
表記については、佐呂間湖、猿澗湖などもあるが、現在ではカタカナ表記が一般的である。面積は約152 km2で、北海道内で最も大きな湖であり、琵琶湖、霞ヶ浦に次いで日本で3番目に大きく（日本の湖沼の面積順の一覧参照）、汽水湖では日本最大である。
湖名の由来は、アイヌ語の「サㇽ・オマ・ペッ」（ヨシが生える川）より。これは本来、流入河川の一つの佐呂間別川を指した地名であり、現在のサロマ湖の方はただトー（湖）と呼ばれた。
サロマ湖の湖岸には幌岩山（標高376m）があり、その山頂に1989年にサロマ湖展望台がオープンし、展望台までサロマ湖展望台道路（幌岩山林道）と幌岩山登山遊歩道が整備されている。サロマ湖展望台は老朽化による大規模改修工事のため、2022年7月25日から2023年4月末まで閉鎖される（展望台道路と登山遊歩道も工事中は通行止めとなる）。

## 地理
北海道北東部に位置し、網走国定公園に含まれる。
湖は東西に長くなっている。湖岸線を見ると1つの大きな湖盆に見えるが、湖底地形を見ると南岸東寄りから突き出たキムアネップ岬付近に浅い部分があり、これにより東西二つの湖盆に分けることができる。西の大きな湖盆には芭露川、計呂地川などが流れ込み、新湖口から流れ出る。東の小さい方の湖盆に流れ込む佐呂間別川は流入河川の中ではもっとも大きな川であり、河口にできた三角州上には佐呂間町浜佐呂間の市街が広がる。
長さ26 kmにも及ぶ砂州（砂嘴ともされる）によって、オホーツク海と仕切られた潟湖である。砂州上や周辺には貴重な植物の宝庫である原生花園があり、特に湖の東側に位置するワッカ原生花園は北海道遺産となっている。この砂州は大町桂月によって「龍宮街道」と名付けられている。湖岸各地に景勝地があり、特に南東側の北見市常呂町栄浦は、湖に落ちる夕日の美しいことで知られる。
砂州には第1湖口、第2湖口の2つの湖口（いずれも人工的に開削したもの）がありオホーツク海とつながっている。2つの湖口は沿岸の漁港から外洋への航路となるため漁港として防波堤等が整備され、流氷の流入による漁業被害を防ぐための「アイスブーム」が設置されている。
- 流入河川 : 佐呂間別川、芭露川、テイネ川、志撫子川、計呂地川、床丹川、オンネトカロチ川、トップウシベツ川、浪速川、岩見川、アネップナイ川、幌岩五線沢の川、ライトコロ川
- 流出河川 : なし。（海へ直接流出）

## 歴史
サロマ湖は、オホーツク海の湾入部が堆砂によって海と切り離された潟湖である。それより前の縄文時代には海と隔てる砂州がなく、サロマ湾として海水を湛えていた。湖が生まれたのは今から約千年前と言われる。
豊富な海産物を求めて古くから集落ができており、特に常呂町栄浦では続縄文時代からオホーツク文化、アイヌ文化と続く建物跡やそれに伴う遺物が狭い範囲から多量に発掘され、考古学的に貴重。東京大学文学部の施設がある。寛政10年（1798年）頃には、周辺に和人の番屋が置かれて漁業が営まれていたことが記録されている。
かつてはオホーツク海への湖口が砂州東端の鐺沸（とうふつ。地名はアイヌ語で「湖の口」を意味するトー・プッに由来）にあり、秋から初冬の時化による漂砂で閉塞し、春になり雪解け水の流入で湖の水位が上昇すると、湖側からの圧力が強まることで湖口が開くという状況であった。湖水位の上昇は沿岸に湿地帯を多く生じさせ、増水時には氾濫被害なども生じることや、湖口閉塞が漁船の外海との往来に支障することから、明治33年頃から、毎年融雪期になると水位上昇前に鐺沸地域の住民達は人為的に湖口を開削する「汐切り」と呼ばれる作業を行っていた。
鐺沸の湖口は湖の東端に偏っており、西岸・南岸の湖岸住民たちは外海との往来に鐺沸への大回りをするか、さもなければ小舟を人力で引き揚げて、湖と外海の間の砂州を乗り越える作業を余儀なくされたが人力で乗り越えさせる作業には船底の損傷も生じる等苦心が伴った。湖水位上昇の被害とも相まって西岸・南岸の住民には西寄り湖口開削の希望が強かった。明治28年測量によるサロマ湖周辺のもっとも古い地図には、鐺沸湖口より西側に新湖口掘削の案らしきものも記入されているが、当時は実現していない。
1925年（大正14年）及び翌年の1926年（大正15年）には西岸住民らの西寄り開削が繰り返されたものの、試掘の度に自然閉塞が生じ、試みは頓挫していた。しかし、1929年春、湧別町の住民達が西寄りにある三里番屋付近に新たな湖口を試削、4月16日に上幅4間（約7.2 m）の水路開削工事が終了したところ、荒天による湖水大量流出などが影響し、4月16日夜から開削部が短期間で自然拡大、長さ350 m、幅100 mを超える永久湖口へと変じた（同年6月4日の実測では、この開削部はすでに幅120 m、深さ7.6 mの巨大な湖口となり、更に1932年6月の実測では湖口幅は最小でも460 mにまで広がっていたという。1971年時点での最小幅は250 mに縮まった一方、水深は23.9 mへと深まった）。以降鐺沸湖口が開かれることはなくなり、湖面はほぼ常時海水面同等の水位となった。
1973年より常呂町（現・北見市）側に湖の水質改善・漁船の出入りを目的とした長さおよそ300 mの第二湖口の開削工事が行われ、1979年に開通した。しかし、第二湖口は航路が幅50 mと比較的狭いため、堆砂による航路閉塞がたびたび起きており、また湖口に架橋された橋が低いために漁船のマスト脱着などが必要であったことから、2008年以降は航路幅75 mへの拡幅と橋の架け替えが進められており、2015年8月に従来の橋より桁下高を倍増の14 mとした新橋梁が開通している。

## 利用
漁業法上は海面に指定されている。ホタテガイ、カキの養殖が盛んであり、そのほかサケなどの魚類やホッカイシマエビなどを産出する。
1929年の永久湖口の開削以降、サロマ湖への海水の流入は増え、湖水の塩分は海水に近いものとなり、海水魚も多く入り込むようになった。水質・水温の急激な変化は生態系を変え、かつて鐺沸地域などで豊富に採取できた天然カキは短期間で壊滅した。
1930年代以降、対策としてカキ養殖の研究が図られたが、その過程でカキよりもむしろホタテガイの養殖適地としての可能性が見出された。長年の試行錯誤を経て、1960年代以降はホタテ養殖の試みが軌道に乗り、サロマ湖で最多の水産資源となっている。

## 生物相

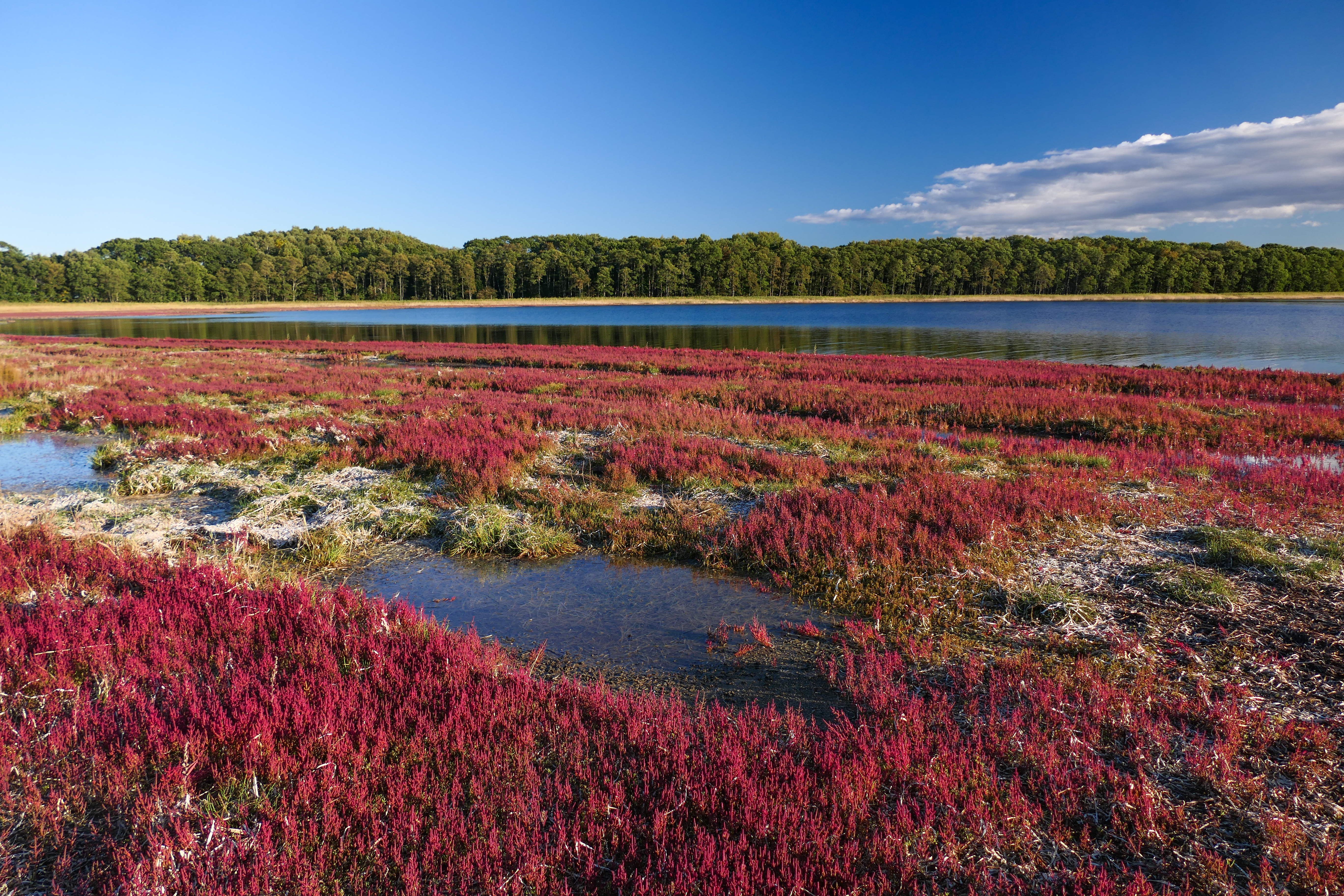
鶴沼のアッケシソウ群落

キムアネップ岬付近にはアッケシソウの群落があり、秋には群落ごと赤く染まる（このためアッケシソウはサンゴ草とも呼ばれる）。

## 交通
湖の南岸地域には網走市・紋別市に通じる国道238号が通っている。238号沿いの佐呂間町字浪速には物産館や宿泊研修施設を備えた道の駅サロマ湖、湧別町にはレストランや遊園地を備えた道の駅愛ランド湧別がある。
かつては湖に沿って国鉄湧網線が走っていたが、国鉄再建法による特定地方交通線に指定され、1987年に廃止された。バスは東岸（北見市常呂町）では網走バスが石北本線網走駅と・北見市営バスが常呂町中心部とを結ぶ路線を、南岸（佐呂間町）では佐呂間町ふれあいバスが町内路線を、西岸（湧別町）では湧別町営バスが町内路線を運行している。湧網線廃止から2010年までは、湧網線廃止代替として網走 - 佐呂間 - 湧別町中湧別を通し運転するバスも設定されていた（湧網線#廃止後の状況を参照）。

## サロマ湖を舞台とする作品
- 楽曲
  - 『サロマ湖の歌』（歌唱：伊藤久男）
  - 『サロマ湖の空』（歌唱：三田明）
  - 『サロマ湖は』（歌唱：河村通夫）

## その他
- 教育出版による小学校5年生向け国語教科書には、「サロマ湖の変化」（湊正雄）が昭和49年から平成7年まで掲載されていた[19]。